# 1003
1003 је била проста година.

## Догађаји
- Википедија:Непознат датум — Свен I Рашљобради отпочео прву инвазију на Енглеску.
- Википедија:Непознат датум — Хумберт I постао први гроф Савоје.
- Википедија:Непознат датум — Краљ Роберт II од Француске извршио неуспешан напад на Бургундију.
- Википедија:Непознат датум — Болеслав Храбри постао је војвода од Бохемије и Моравске.

- Почетак године — Сарацени опседају Бари копном и морем. Град је спасен само доласком венецијанске флоте под командом дужда Петра Орсеола.
- Јануар — Битка код Валсугне, провинција Брента. Корушки војвода Отон је поражен од присталица Ардуина.
- Лето — Болеслав Храбри је опустошио источну границу царства и покушао да се пребаци преко Лабе на запад.
- Стефан I Угарски је, ослањајући се на цркву и немачке витезове, до 1003. сузбио отпор политици уједињења племенских вођа на југу и истоку Угарске краљевине.
- Почетак пете кампање Свејна I Рашљобрадог у Енглеској, предузете као одговор на масакр Данаца 1002. Свејново пустошење Енглеске.
- Трећи брак Роберта II са Констансом од Арла, ћерком маркиза од Провансе. Имали су четири сина.
- Немачко-пољски ратови Болеслава I Храброг са немачким краљем Хенријем II. Пољаци су потиснули Немце иза Лабе.
- Болеслав III Црвени, под заштитом Болеслава Храброг, вратио се у Чешку после смрти војводе Владивоја од Чешке.
- Болеслав I Храбри заузима Бохемију и приморава је да га призна за свог владара. Пољски принц нагло мења свој став према Бохемији: неочекивано хвата Болеслава III, којег је сам вратио на власт, наређује да му ископају очи и држи га у притвору до смрти. Тако се територија под влашћу пољског кнеза сада простире од Балтичког мора до угарских граница.
- Хенри II Свети закључује савезнички уговор са Љутићима, чиме се подрива јединство хришћана са Пољском и Чешком и даје могућност паганским Словенима да се ослободе мисионарског притиска.

## Рођења

### Јануар
- Википедија:Непознат датум — Едвард Исповедник (приближан датум) (умро 1066).